# 久保內站

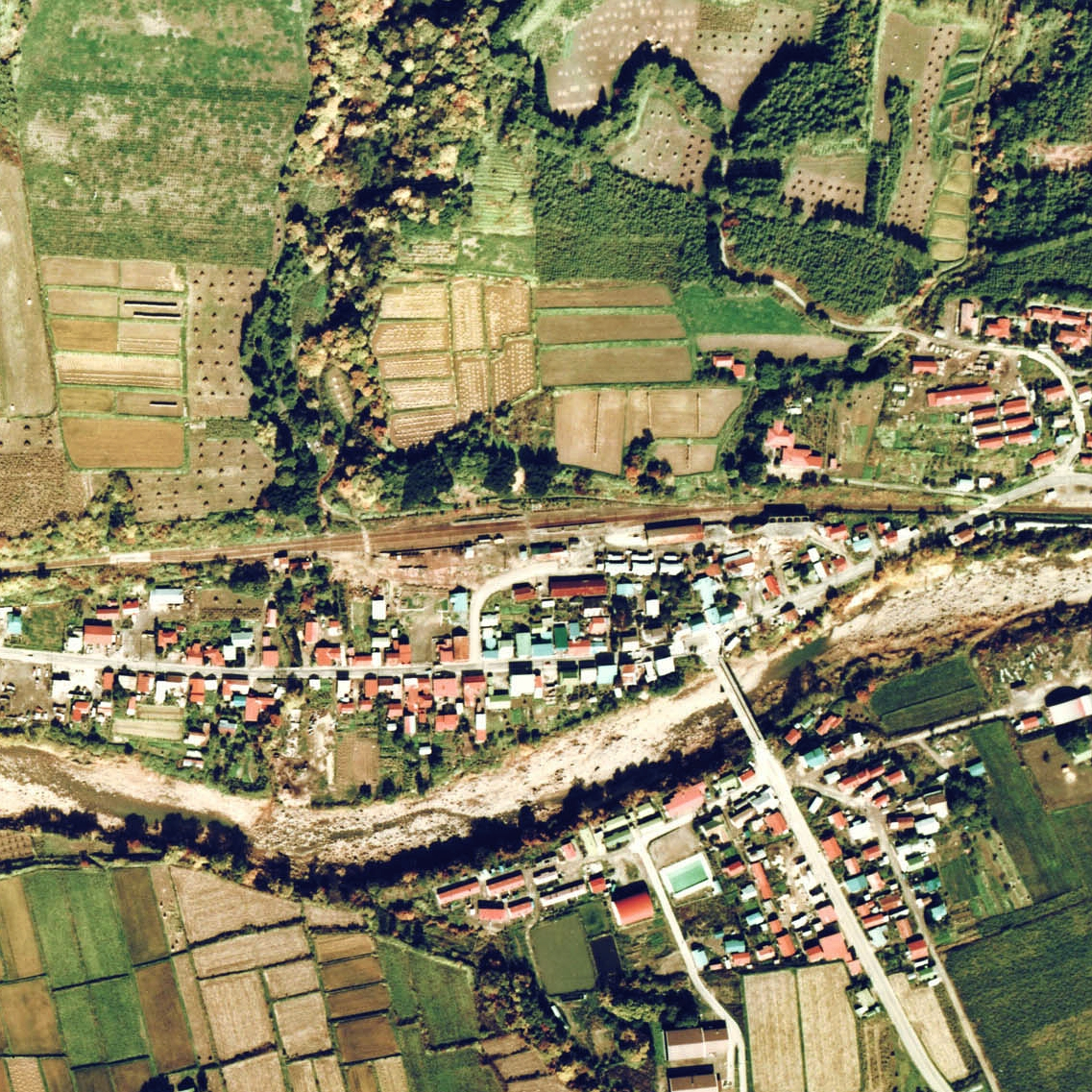
1976年的久保內站與方圓約500米範圍。左邊是伊達紋別方向。車站正面右邊設有幌別礦山的裝載料斗，礦山在1973年關閉。

久保內站（日语：／ Kubonai eki */?）是位於北海道有珠郡壯瞥町字久保內，日本國有鐵道的膽振線車站（廢站）。隨著膽振線廢除，車站在1986年（昭和61年）11月1日廢除。
在1980年（昭和55年）9月前行走的急行「膽振」停靠此站。

## 歷史
- 1940年（昭和15年）12月15日 - 膽振縱貫鐵道伊達紋別站至德舜瞥站（後來為新大瀧站）之間開通，此站啟用。當時為一般車站[1]。
- 1944年（昭和19年）7月1日 - 膽振縱貫鐵道在戰時被收購，鐵路線國有化。路線名改為膽振線[1]。
- 1954年（昭和29年） - 幌別礦山透過索道和貨車，把硫黃運出站由室蘭本線幌別站轉至此站（幌別礦山軌道廢除，不再在幌別站處理貨物）。
- 1973年（昭和48年） - 幌別礦山關閉。
- 1980年（昭和55年）5月15日 - 結束處理貨物和行李[1]。同時停止售票和檢票業務，旅客業務無人化[3]（簡易委託化）。但是由於還有列車交會設備，因此直至車站廢除前仍然有職員當值。
- 1986年（昭和61年）11月1日 - 膽振線全線廢除，此站也廢除[2]。

## 車站構造
截至車站廢除前，此站是地面車站，設有2面2線的單式月台。月台呈千鳥式配置，站內可進行列車交會。靠近車站大樓的月台東邊與對面月台的西邊之間設有站內平交道連接。車站大樓一方月台（南邊）是上行1號月台，對面月台（北邊）是下行2號月台。在車站入口部分設有長椅和小型上蓋。1號月台靠近伊達紋別一方設有路軌分支，連接側線前往車站大樓旁，該側線用作停泊維護路軌用的軌道工程車。
截至車站廢除前，此站是無人車站，但是運輸要員仍然當值。車站大樓位於站內南邊，鄰接月台與平交道。此站委託其他單位售票。
曾經此站運出鐵礦石。站內的可容納較長的列車，以便容納貨運列車。

## 站名的由來
車站名稱取自所在地名。地名源自阿伊努語的「クオ・ナイ」，其意思是「弓之河流」。

## 使用狀況
- 在1981年度（昭和56年度），1日上下車人次為69人[4]。

## 車站周邊
車站位於高地位置。
- 北海道道723號洞爺湖大瀧線（日语：北海道道723号洞爺湖大滝線）[7] - 現時：國道453號（日语：国道453号）（有珠國道）。
- 北海道道2號洞爺湖登別線（日语：北海道道2号洞爺湖登別線）[7]
- 壯瞥町公所久保內出張所
- 伊達警署（日语：伊達警察署 (北海道)）久保內駐在所
- 久保內郵局
- 壯瞥町立久保內中學
- 壯瞥町立久保內小學
- 久保内親睦中心
- 長流川 - 車站附近く[4]。
- 弁景川[7]。
- 弁景溫泉 - 車站東南方約3.5公里[4]。在弁景川旁[7]。
- 道南巴士（日语：道南バス）「久保內」巴士站

## 現況
截至1997年（平成9年），車站遺址建設了住宅。

## 相鄰車站
日本國有鐵道
膽振線
壯瞥－久保內－蟠溪

## 注腳
1. 1 2 3 4 5  石野哲（編）. . JTB. 1998: 858. ISBN 978-4-533-02980-6 （日语）.
2. 1 2  . 官報. 1986-10-14 （日语）.
3. ↑  . 交通新聞 (交通協力会). 1980-05-18: 1 （日语）.
4. 1 2 3 4 5 6 7 8 9  書籍《国鉄全線各駅停車1 北海道690駅》（小學館，1983年7月發行）92頁。
5. 1 2  書籍《追憶の鉄路 北海道廃止ローカル線写真集》（著：工藤裕之，北海道新聞社，2011年12月發行）280頁。
6. 1 2  書籍《鉄道廃線跡を歩くIII》（JTB出版，1997年5月發行）41頁。
7. 1 2 3 4  書籍《北海道道路地図 改訂版》（地勢堂，1980年3月發行）